# Campeonato Femenino Sub-20 de la OFC 2010
El Campeonato Femenino Sub-20 de la OFC 2010 fue un torneo de fútbol de celebrado en Nueva Zelanda del 21 al 25 de enero de 2010. Cuatro equipos ingresaron al torneo del continente que sirvió como clasificatorio para la Copa Mundial Femenina de Fútbol Sub-20 de 2010. Todos los partidos se jugaron en el Estadio North Harbour en Auckland. Nueva Zelanda ganó el campeonato con cero goles en contra.

## Estadio
Todos los partidos se jugaron en un solo lugar: Estadio North Harbour, en Auckland.
| Auckland              | Auckland |
| --------------------- | -------- |
| Estadio North Harbour | Auckland |

## Partidos
|                 | PJ | PG | PE | PP | GF | GC | GD  | Pts |
| --------------- | -- | -- | -- | -- | -- | -- | --- | --- |
| Nueva Zelanda   | 3  | 3  | 0  | 0  | 27 | 0  | +27 | 9   |
| Islas Cook      | 3  | 1  | 1  | 1  | 5  | 9  | -4  | 4   |
| Tonga           | 3  | 1  | 1  | 1  | 5  | 12 | -7  | 4   |
| Samoa Americana | 3  | 0  | 0  | 3  | 0  | 16 | -16 | 0   |

| 21 de enero de 2010 | Nueva Zelanda                                                            | 8-0 | Samoa Americana | Estadio North Harbour, Auckland, |  |
|                     | Wilkinson 16', 21', 81' · White 25', 52' · Longo 42' · Fisher 45+2', 64' |     |                 |                                  |  |

| 21 de enero de 2010 | Islas Cook   | 1-1 | Tonga         | Estadio North Harbour, Auckland, |  |
|                     | Mustonen 16' |     | Loto'anui 72' |                                  |  |

| 23 de enero de 2010 | Tonga                                       | 4-0 | Samoa Americana | Estadio North Harbour, Auckland, |  |
|                     | Feke 11', 38 (pen.)', 90+4' · Loto'anui 88' |     |                 |                                  |  |

| 23 de enero de 2010 | Nueva Zelanda                                                                     | 8-0 | Islas Cook | Estadio North Harbour, Auckland, |  |
|                     | Mamanu-Gray 36' · White 37', 41' · Wilkinson 57' · Milne 59', 89' · Wall 66', 68' |     |            |                                  |  |

| 25 de enero de 2010 | Samoa Americana | 0-4 | Islas Cook                  | Estadio North Harbour, Auckland, |  |
|                     |                 |     | Mustonen 25', 32', 44', 89' |                                  |  |

| 25 de enero de 2010 | Tonga | 0-11 | Nueva Zelanda | Estadio North Harbour, Auckland, |  |
|                     |       |      | White 3', 10', 30', 43', 49' · Pearl 13' · Mathis 19' · Wilkinson 35' · Wood 41' · Mamanu-Grey 79' · McLaughlin 89' |                                  |  |

## Goleadoras
| 9 goles - Rosie White 5 goles - Regina Mustonen - Hannah Wilkinson 3 goles - Penateti Feke 2 goles - Heilala Loto'anui | - Hannah Wall - Liz Milne - Elise Mamanu-Grey - Brinoy Fisher 1 gol - Annalie Longo - Lauren Mathis - Sarah McLaughlin - Nadia Pearl |